# Volta à Comunidade Valenciana
A Volta à Comunidade Valenciana (oficialmente: Volta à Comunitat Valenciana)  é uma competição ciclista por etapas que se disputa na Comunidade Valenciana, cuja primeira edição teve lugar em 1929. Ao longo da sua história tem tido diferentes denominações como Vuelta a Levante, Vuelta a Valencia ou Vuelta a las Tres Provincias. A última edição disputada foi em 2017.
Depois de 7 anos sem disputar-se a União Ciclista Internacional  deu luz verde a uma nova edição da Vuelta a la Comunitat Valenciana em 2016, uma prova que celebrou a sua última edição em 2008 e à que a crise deu o ponto final depois da saída do seu principal patrocinador. As tentativas do anterior seleccionador valenciano, Paco Antequera de ressuscitá-la em 2011 e 2012, não deram seus frutos. Um grupo de apaixonados do ciclismo liderado pelo campeão valenciano da Volta a Espanha de 2001, Ángel Casero, conseguiram que voltasse a se celebrar, na que triunfaram desportistas da talha de Merckx, Hinault, Olano, Valverde e  Rubén Plaza entre outros. Ademais, nesse 2016 se criou outra Volta à Província Valencia Feminina de categoria amador e em 2017 uma Vuelta a la Comunitat Valenciana chamada Setmana Ciclista Valenciana -esta sem vínculos directos com a Volta masculina- de categoria profissional 2.2 (última categoria do profissionalismo) única em Espanha com essa catalogação das 4 que unicamente são de categoria profissional.

## Palmarés
| Ano                                                  | Vencedor                 | Segundo                      | Terceiro                   |
| ---------------------------------------------------- | ------------------------ | ---------------------------- | -------------------------- |
| Volta ao Levante                                     |                          |                              |                            |
| 1929                                                 | Salvador Cardona         | Valeranio Riera              | Jean Mateu                 |
| 1930                                                 | Mariano Cañardo          | José María Sans              | Jean Mateu                 |
| 1931                                                 | Fédérico Ezquerra        | Valeranio Riera              | Mariano Cañardo            |
| 1932                                                 | Ricardo Montero          | Mariano Cañardo              | Antonio Escuriet           |
| 1933                                                 | Antonio Escuriet         | Emiliano Álvarez             | Fédérico Ezquerra          |
| 1934-1939 edições não disputadas                     |                          |                              |                            |
| 1940                                                 | Fédérico Ezquerra        | Diego Chafer                 | Antonio Escuriet           |
| 1941 edição não disputada                            |                          |                              |                            |
| 1942                                                 | Julián Berrendero        | Fermo Camellini              | Diego Chafer               |
| 1943                                                 | Francisco Antonio Andrés | Julián Berrendero            | Isidro Bejerano            |
| 1944                                                 | Antonio Martín Eguia     | Vicente Miró                 | Delio Rodríguez            |
| 1945-1946 edições não disputadas                     |                          |                              |                            |
| 1947                                                 | Joaquim Olmos            | Agustí Miró i Caballé        | Juan Gimeno                |
| 1948                                                 | Emilio Rodríguez Barros  | Ricardo Ferrándiz            | Juan Gimeno                |
| 1949                                                 | Joaquim Filba Pascual    | Matías Alemany Enseñat       | Antonio Sánchez Belando    |
| 1950-1953 edições não disputadas                     |                          |                              |                            |
| 1954                                                 | Salvador Botella         | Vicente Iturat               | Bernardo Ruiz              |
| 1955                                                 | Francesco Massip         | Mariano Corrales Lausín      | José Segú                  |
| 1956                                                 | René Marigil             | Antonio Bertrán Panadés      | José Escolano Sánchez      |
| 1957                                                 | Bernardo Ruiz            | Salvador Botella             | Andreu Trobat García       |
| 1958                                                 | Hilaire Couvreur         | Joan Escolà                  | Julio San Emeterio         |
| 1959                                                 | Rik Van Looy             | Edgard Sorgeloos             | Gilbert Desmet             |
| 1960                                                 | Fernando Manzaneque      | Francisco Moreno Martínez    | Jesús Galdeano             |
| 1961                                                 | Salvador Botella         | Joaquín Barceló Santonja     | Gabriel Mas                |
| 1962                                                 | Fernando Manzaneque      | Antonio Bertrán Panadés      | Martín Colmenarejo         |
| 1963                                                 | Martín Colmenarejo       | Raúl Rey Fomosel             | Esteban Martín Jiménez     |
| 1964                                                 | Antonio Gómez del Moral  | Antón Barrutia Iturriagoitia | Eusebio Vélez              |
| 1965                                                 | José Pérez-Francés       | José Suria                   | Sebastián Elorza Uría      |
| 1966                                                 | Angelino Soler           | José Antonio Momeñe          | José Suria                 |
| 1967                                                 | José Pérez-Francés       | Angelino Soler               | Eugenio Lisarde            |
| 1968                                                 | Mariano Díaz             | Andrés Gandarias Albizu      | Daniel Varela              |
| 1969                                                 | Eddy Merckx              | José Manuel López            | Gabriel Mascaró Febrer     |
| 1970                                                 | Ventura Díaz             | Jesús Manzaneque             | Joaquín Galera             |
| 1971                                                 | José Manuel López        | Luis Ocaña                   | Juan Santiago Zurano Jerez |
| 1972                                                 | Txomin Perurena          | Santiago Lazcano             | Tino Tabak                 |
| 1973                                                 | José Antonio González    | José Manuel Fuente           | José Luis Abilleira        |
| 1974                                                 | Marcello Bergamo         | José Luis Abilleira          | Pedro Torres               |
| 1975                                                 | Vicente López Carril     | Santiago Lazcano             | Nemesio Jiménez            |
| 1976                                                 | Gonzalo Aja              | Jose Luis Viejo              | Joaquim Agostinho          |
| 1977                                                 | Bernt Johansson          | René Leuenberger             | Custodio Mazuela           |
| 1978 edição não disputada Volta à Região de Valência |                          |                              |                            |
| 1979                                                 | Vicente Belda            | Bernardo Alfonsel            | Eulalio García Pereda      |
| Volta às Três Províncias                             |                          |                              |                            |
| 1980                                                 | Klaus-Peter Thaler       | Eduardo Chozas               | Jordi Fortià Martí         |
| 1981                                                 | Alberto Fernández Blanco | Pedro Muñoz                  | Antonio Coll               |
| 1982                                                 | Pedro Muñoz              | Faustino Rupérez             | Bernardo Alfonsel          |
| 1983                                                 | Reimund Dietzen          | Stefan Mutter                | Julián Gorospe             |
| Volta à Comunidade Valenciana                        |                          |                              |                            |
| 1984                                                 | Bruno Cornillet          | Peio Ruiz Cabestany          | Ángel Camarillo            |
| 1985                                                 | Jesús Blanco Villar      | Frits Pirard                 | Sean Kelly                 |
| 1986                                                 | Bernard Hinault          | Jesús Blanco Villar          | Jörg Müller                |
| 1987                                                 | Stephen Roche            | Jesús Blanco Villar          | Julián Gorospe             |
| 1988                                                 | Erich Maechler           | Julián Gorospe               | Jesús Blanco Villar        |
| 1989                                                 | Peio Ruiz Cabestany      | Remig Stumpf                 | Charly Mottet              |
| 1990                                                 | Tom Cordes               | Erich Maechler               | Rolf Gölz                  |
| 1991                                                 | Melcior Mauri            | Steven Rooks                 | Peter Hilse                |
| 1992                                                 | Melcior Mauri            | Erik Breukink                | Andrea Chiurato            |
| 1993                                                 | Julián Gorospe           | Stefano Della Santa          | Miguel Indurain            |
| 1994                                                 | Viatcheslav Ekimov       | Miguel Indurain              | Tony Rominger              |
| 1995                                                 | Alex Zülle               | Laurent Jalabert             | Abraham Olano              |
| 1996                                                 | Laurent Jalabert         | Íñigo Cuesta                 | Mariano Rojas              |
| 1997                                                 | Juan Carlos Domínguez    | Armand de Las Cuevas         | Christophe Moreau          |
| 1998                                                 | Pascal Chanteur          | Bo Hamburger                 | Santos González            |
| 1999                                                 | Alekszandr Vinokurov     | Wladimir Belli               | Javier Pascual Rodríguez   |
| 2000                                                 | Abraham Olano            | Juan Carlos Domínguez        | José Alberto Martínez      |
| 2001                                                 | Fabian Jeker             | Michael Boogerd              | Alekszandr Vinokurov       |
| 2002                                                 | Alex Zülle               | Ivan Basso                   | Claus Moller               |
| 2003                                                 | Dario Frigo              | David Bernabeu               | Javier Pascual Llorente    |
| 2004                                                 | Alejandro Valverde       | Antonio Colom                | David Blanco               |
| 2005                                                 | Alessandro Petacchi      | Aitor Pérez                  | Antonio Colom              |
| 2006                                                 | Antonio Colom            | Ricardo Serrano              | David Bernabeu             |
| 2007                                                 | Alejandro Valverde       | Tadej Valjavec               | Fränk Schleck              |
| 2008                                                 | Rubén Plaza              | Manuel Vázquez Hueso         | Xavier Florencio           |
| 2009-2015 edições não disputadas                     |                          |                              |                            |
| 2016                                                 | Wout Poels               | Luis León Sánchez            | Beñat Intxausti            |
| 2017                                                 | Nairo Quintana           | Ben Hermans                  | Manuel Senni               |
| 2018                                                 | Alejandro Valverde       | Luis León Sánchez            | Jakob Fuglsang             |
| 2019                                                 | Ion Izagirre             | Alejandro Valverde           | Pello Bilbao               |
| 2020                                                 | Tadej Pogačar            | Jack Haig                    | Tao Geoghegan Hart         |
| 2021                                                 | Stefan Küng              | Nelson Oliveira              | Enric Mas                  |
| 2022                                                 | Aleksandr Vlasov         | Remco Evenepoel              | Carlos Rodríguez           |
| 2023                                                 | Rui Costa                | Giulio Ciccone               | Tao Geoghegan Hart         |
| 2024                                                 | Brandon McNulty          | Santiago Buitrago            | Aleksandr Vlasov           |
| 2025                                                 | Santiago Buitrago        | João Almeida                 | Pello Bilbao               |

### Volta Província Valência (Feminino)
Em amarelo: edição amador.
| Ano  | Ganhadora   | Segunda         | Terceira         |
| ---- | ----------- | --------------- | ---------------- |
| 2016 | Alba Teruel | Alicia González | Aurore Verhoeyen |
| 2017 | Alba Teruel | Alicia González | Gloria Rodríguez |

## Palmarés por países
Atualizado após edição de 2024
| País           | Vitórias |
| -------------- | -------- |
| Espanha        | 47       |
| Suíça          | 5        |
| França         | 4        |
| Bélgica        | 3        |
| Itália         | 3        |
| Alemanha       | 2        |
| Países Baixos  | 2        |
| Rússia         | 2        |
| Suécia         | 1        |
| Irlanda        | 1        |
| Cazaquistão    | 1        |
| Colômbia       | 1        |
| Eslovênia      | 1        |
| Portugal       | 1        |
| Estados Unidos | 1        |